# 埃林伍德 (堪薩斯州)
埃林伍德（英語：Ellinwood）是一個位於美國堪薩斯州巴頓縣的城市。

## 地方資料
埃林伍德的面積為3.42平方千米，當中陸地面積為3.42平方千米，而水域面積為0.00平方千米。根據2020年美國人口普查的數據，當地共有人口2011人，而人口密度為每平方千米588.01人。